# Fiaugères
Fiaugères (toponimo francese) è una frazione di 187 abitanti del comune svizzero di Saint-Martin, nel Canton Friburgo (distretto della Veveyse).

## Storia

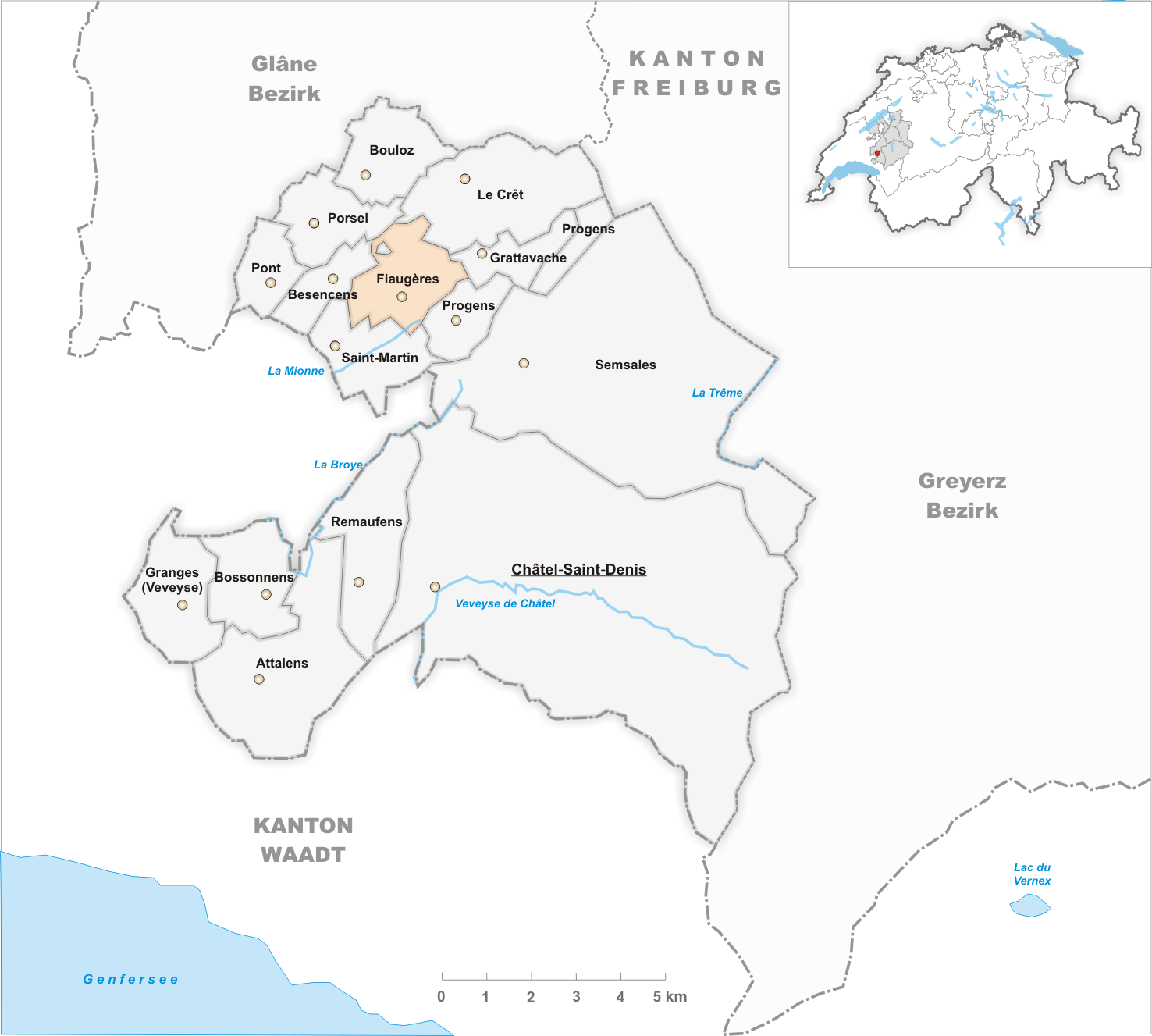
Il territorio del comune di Fiaugères prima degli accorpamenti comunali del 2004

Già comune autonomo dal quale nel 1763 era stata scorporata la località di Besencens, divenuta comune autonomo, il 1º gennaio 2004 è stato accorpato a Saint-Martin assieme all'altro comune soppresso di Besencens.

## Monumenti e luoghi d'interesse
- Cappella cattolica dell'Immacolata Concezione, eretta nel 1884[1].

## Società

### Evoluzione demografica
L'evoluzione demografica è riportata nella seguente tabella:
Abitanti censiti

## Amministrazione
Ogni famiglia originaria del luogo fa parte del comune patriziale che ha la responsabilità della manutenzione di ogni bene comune.